# ژچتسا (گمینا ژچتسا)
ژچتسا (به لهستانی:  Rzeczyca) یک روستا در لهستان است که در گمینا ژچتسا واقع شده‌است. ژچتسا ۱٬۵۸۹ نفر جمعیت دارد.